# 堀江敏幸
堀江 敏幸（ほりえ としゆき、1964年1月3日 - ）は、日本の小説家、フランス文学者、早稲田大学文学学術院教授。
『郊外へ』（1995年）でデビュー。『熊の敷石』（2001年）で芥川賞受賞。日常生活に潜む哀歓を静かな筆致で描く。作品に『おぱらばん』（1998年）、『雪沼とその周辺』（2003年）、『河岸忘日抄』（2005年）など。

## 来歴・人物
岐阜県多治見市生まれ。岐阜県立多治見北高等学校を経て、早稲田大学第一文学部フランス文学専修卒業。東京大学大学院人文科学研究科フランス文学専攻博士課程単位取得退学。修士論文の主査に菅野昭正。その間にパリ第3大学博士課程留学。
1994年より、フランス留学経験を随筆風に綴った『郊外へ』を白水社の雑誌『ふらんす』に連載。1995年に単行本化され、小説家デビューを果たす。 1999年、『おぱらばん』で 三島由紀夫賞、2001年、『熊の敷石』で第124回芥川龍之介賞受賞。東京工業大学講師、明治大学講師を経て2004年より明治大学理工学部教授、2007年に早稲田大学文学学術院教授に就任。2009年より早稲田大学短歌会会長を務める。
堀江ゼミの出身者には朝井リョウやカニササレアヤコなどがいる。2007年に自身の作品「送り火」（『雪沼とその周辺』所収）がセンター試験国語の問題に出題された際に、試験監督としてその様子を見守っていたというエピソードがある。

## 受賞歴
- 1999年 - 第12回三島由紀夫賞 （『おぱらばん』）[4]
- 2001年 - 第124回芥川龍之介賞 （『熊の敷石』）[4]
- 2003年 - 第29回川端康成文学賞 （『スタンス・ドット』）[4]
- 2004年 - 第8回木山捷平文学賞 （『雪沼とその周辺』）[4]、第40回谷崎潤一郎賞 （『雪沼とその周辺』）[4]
- 2006年 - 第57回読売文学賞 小説賞 （『河岸忘日抄』）[4]
- 2010年 - 第61回読売文学賞 随筆・紀行賞 （『正弦曲線』）[4]
- 2012年 - 第23回伊藤整文学賞 （『なずな』）[4]
- 2013年 - 第11回毎日書評賞 （『振り子で言葉を探るように』）
- 2013年 - 第66回中日文化賞
- 2016年 - 第69回野間文芸賞（『その姿の消し方』）[4]

## 選考委員歴
- 小林秀雄賞 （2002年 - ）[1]
- 群像新人文学賞 （2004年 - 2008年）
- 野間文芸新人賞 （2008年 - 2013年）
- ちよだ文学賞 （2009年 - 2015年）
- Bunkamuraドゥマゴ文学賞 （2010年）
- 谷崎潤一郎賞 （2010年 - ）
- 川端康成文学賞 （2011年 - ）
- すばる文学賞 （2012年 - 2023年）
- 芥川龍之介賞 （2012年 -2024年）
- 吉田秀和賞（2023年 - ）

## 作品一覧

### 小説・随筆
- 『郊外へ』1995年　白水社、のち白水Uブックス、ISBN 9784560073476
- 『おぱらばん』1998年、青土社、のち新潮文庫、ISBN 9784101294742
- 『子午線を求めて』2000年、思潮社、のち講談社文庫、講談社文芸文庫
- 『書かれる手』2000年、平凡社、のちライブラリー 講談社文芸文庫
- 『熊の敷石』2001年、講談社、のち文庫、ISBN 9784062739580
  - 熊の敷石（『群像』2000年12月号）
  - 砂売りが通る（『新潮』2000年7月号）
  - 城址にて
- 『回送電車』2001年、中央公論新社、のち文庫、ISBN 9784122049895
- 『いつか王子駅で』 2001年、新潮社、のち文庫、ISBN 9784101294711
- 『ゼラニウム』（2002年、朝日新聞社）のち中公文庫
- 『本の音』（2002年、晶文社）のち中公文庫
- 『雪沼とその周辺』2003年、新潮社、のち文庫
  - スタンス・ドット（『新潮』2002年1月号）
  - イラクサの庭
  - 河岸段丘
  - 送り火
  - レンガを積む
  - ピラニア
  - 緩斜面
- 『魔法の石板　ジョルジュ・ペロスの方へ』（2003年、青土社）
- 『一階でも二階でもない夜　回送電車2』（2004年、中央公論新社）のち文庫
- 『河岸忘日抄』2005年、新潮社、のち文庫、ISBN 9784101294735
  - 初出:『新潮』2002年8月号 - 2004年11月号
- 『もののはずみ』2005年、角川書店、のち文庫
- 『めぐらし屋』（2007年、毎日新聞社）のち新潮文庫
- 『バン・マリーへの手紙』（2007年、岩波書店）のち中公文庫
- 『アイロンと朝の詩人―回送電車3』（2007年、中央公論新社）のち文庫
- 『未見坂』2008年、新潮社　のち文庫
  - 滑走路へ（『新潮』2007年1月号）
  - 苦い手（『すばる』2007年10月号）
  - なつめ球（『考える人』2006年夏号）
  - 方向指示（『群像』2006年10月号）
  - 戸の池一丁目（「夏の蠅」改題）（『考える人』2007年冬号）
  - プリン（『考える人』2007年春号）
  - 消毒液（『考える人』2008年冬号）
  - 未見坂（『考える人』2007年冬号）
  - トンネルのおじさん（『新潮』2004年6月号）
- 『彼女のいる背表紙』（2009年、マガジンハウス）
- 『正弦曲線』（2009年、中央公論新社）のち文庫
- 『象が踏んでも- 回送電車IV』(2011年、中央公論新社) のち文庫
- 『なずな』（2011年、集英社）のち文庫
- 『振り子で言葉を探るように』(2012年、毎日新聞社)
- 『時計まわりで迂回すること- 回送電車V』(2012年、中央公論新社)
- 『目ざめて腕時計をみると』(2012年、サンクチュアリ出版)
- 『燃焼のための習作』（2012年、講談社）のち文庫
- 『余りの風』（2012年、みすず書房)
- 『戸惑う窓』（2014年、中央公論新社）のち文庫
- 『その姿の消し方』（2016年、新潮社）のち文庫
- 『音の糸』（2017年、小学館）
- 『坂を見あげて』（2018年、中央公論新社）
- 『曇天記』（2018年、都市出版）
- 『オールドレンズの神のもとで』（2018年、文藝春秋）のち文庫
- 『傍らにいた人』（2018年、日本経済新聞出版社）
- 『定形外郵便』（2021年、新潮社）
- 『中継地にて (回送電車 6)』中央公論新社、2023.10

### 翻訳
- エルヴェ・ギベール『赤い帽子の男』（1993年、集英社）
- ミシェル・リオ（フランス語版）『踏みはずし』（1994年、白水社／2001年、白水Uブックス）
- エルヴェ・ギベール『幻のイマージュ』（1995年、集英社）
- フランカン・ジェラール『つきにでかけたおんなのこ』（1999年、フレーベル館）
- ジャック・レダ（フランス語版）『パリの廃墟』（2001年、みすず書房）、ISBN 9784622048077
- パトリック・モディアノ『八月の日曜日』（2003年、水声社）
- フィリップ・ソレルス『神秘のモーツァルト』（2006年12月、集英社）、ISBN 9784087734393
- ロベール・ドアノー『不完全なレンズで　回想と肖像』（2010年9月、月曜社）
- マルグリット・ユルスナール『なにが? 永遠が　世界の迷路III』（2015年8月、白水社）
- 『土左日記』（2016年1月、「池澤夏樹=個人編集 日本文学全集03」河出書房新社／2024年7月、河出文庫）
  - 『作家と楽しむ古典2 土左日記』（2018年、河出書房新社）、作品論

### 共著・編・解説
- 『明治の文学 第16巻　島崎藤村　北村透谷』（2002年、筑摩書房）。編・解説、ISBN 9784480101563
- 『SIX STRATA:ROPPONGI HILLS DEFINED』（2006年2月、平凡社）、ISBN 9784582277593
  - ホンマタカシが六本木ヒルズを題材とした写真集。書き下ろしエッセイ「生命の柱状図」収録
- 『菊池伶司　版と言葉』（2007年5月、平凡社）、ISBN 9784582702699
  - 版画家・菊池伶司作品集。加藤清美、柄澤齊との共著
- 『記憶に残っていること』 （2008年8月、新潮社「新潮クレスト・ブックス」）。短篇小説10作品
- 『誰も知らないラファエッロ　とんぼの本』（2013年、新潮社） 。石鍋真澄との解説共著
- 西尾維新対談集 本題（2014年9月、ISBN 978-4-06-219107-4）。西尾維新との対談を収録。
- 『凪-nagi-』（2014年10月、新日本出版社）、ISBN 978-4-406-05813-1
  - 木村尚樹がイタリアを舞台に「凪」をテーマとした写真集。書き下ろしエッセイ「凪と爆風」収録
- 『私的読食録』（2015年、プレジデント社） 。角田光代との共著
- 『フローベール　ポケットマスターピース07』（2016年、集英社文庫ヘリテージシリーズ）。解説、編集協力・菅谷憲興
- 『あとは切手を、一枚貼るだけ』（2019年、中央公論新社）。小川洋子との共著